# إيرباص المملكة المتحدة
ايرباص المملكة المتحدة  (بالإنجليزية: Airbus UK)‏ هي شركة فرعية مملوكة بالكامل لشركة إيرباص ساس. تأسست في 1997. ويقع مقرها في فيلتون قرب بريستول. وتنتج الأجنحة لعائلة طائرات ايرباص. وعندما تأسست ايرباص كشركة مساهمة في عام 2001 نقل مرافق BAE البريطانية إلي ملكية ايرباص في مقابل حصة 20٪ من الشركة الجديدة. وأصبحت هذه المرافق تعرف بأسم ايرباص المملكة المتحدة. وتملك ايرباص المملكة المتحدة موقعين رئيسين مسؤولة عن تصميم وتصنيع الأجنحة ذات التكنولوجيا العالية لجميع موديلات طائرات ايرباص فضلا عن التصميم العام وتوريد نظام الوقود. وكذلك هي المسؤولة عن التصميم العام وتوريد معدات الهبوط لمعظم موديلات إيرباص. ويبلغ مجموع القوى العاملة حوالي 13,000 شخص

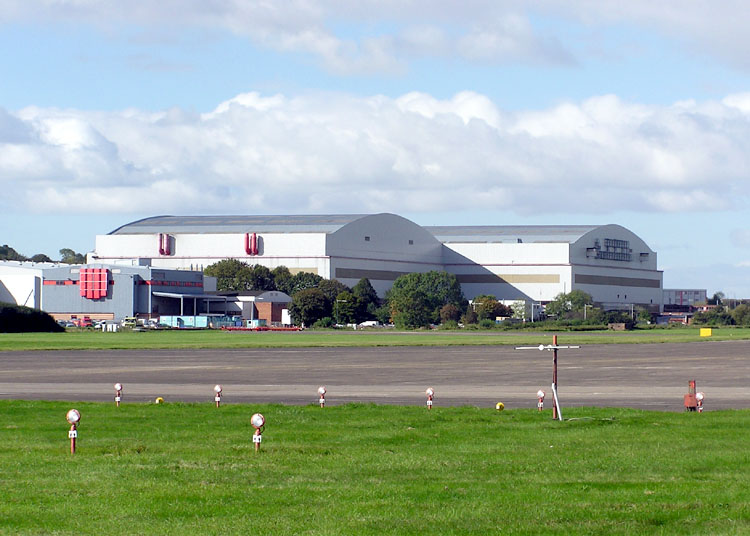
ايرباص المملكة المتحدة(فيلتون)